# Colubrina heteroneura
Colubrina heteroneura är en brakvedsväxtart som först beskrevs av August Heinrich Rudolf Grisebach, och fick sitt nu gällande namn av Paul Carpenter Standley. Colubrina heteroneura ingår i släktet Colubrina och familjen brakvedsväxter. Inga underarter finns listade i Catalogue of Life.